# Нијепор N.23
Нијепор N.23 (фр. Nieuport N.23) је ловачки авион направљен у Француској. Авион је први пут полетео 1916. године.

Највећа брзина у хоризонталном лету је износила 165 km/h. Размах крила је био 8,17 метара а дужина 5,77 метара. Маса празног авиона је износила 375 килограма а нормална полетна маса 560 килограма.

## Пројектовање и развој
Авион Нијепор N.23 је био даљи развој авиона Нијепор 17 намењен решавању његових структурних слабости.

## Технички опис
Нијепор 23 је двокрилни једноседи авион потпуно дрвене конструкције. Труп му је правоугаоног попречног пресека, предњи део пресвучен лимом, а репни део трупа пресвучен платном. Био је опремљен ротативним мотором Le Rhone 9Ј снаге 88 kW. Носач мотора је био од заварених челичних цеви. Овај авион је био исти као Нијепор 17 стим што је за разлику имао структурна побољшања.

## Наоружање
| Наоружање авиона: Нијепор      |                   |
| Ватрено (стрељачко) наоружање  |                   |
| Топ                            |                   |
| Митраљез                       |                   |
| Број и ознака митраљеза        | 1 Викерс или Луис |
| Калибар                        | 7,7               |
| Бомбардерско наоружање (бомбе) |                   |
| Ракетно наоружање (ракете)     |                   |

## Земље које су користиле Авион Нијепор 23
| - Белгија - Бразил - Чехословачка - Француска - Финска - Холандија - Литванија | - Русија - Краљевина Србија - Швајцарска - Украјина - Велика Британија - САД - СССР |

## Оперативно коришћење
Нијепор 23 је авион који је био заступљен на свим ратиштима у Првом светском рату, налазио се у поседу 14 замаља и да на почетку своје употребе није имао проблема са крилима његова заступљеност би била још већа, овако их је потиснула конкуренција у облику авиона СПАД. Коришћен је и након окончања рата све до прве половине двадесетих година двадесетог века. При крају своје службе се користио као авион за обуку и тренажу пилота.

### Коришћење авиона Нијепор 23 у Краљевини Србији
Ових авиона иако су произведени у великом броју примерака, било је мало заступљених на Солунском фронту у Њепорским ескадрилама.